# 小行星70401
小行星70401（70401 Davidbishop）是一颗绕太阳运转的小行星，为主小行星带小行星。该小行星于1999年9月发现。
該小行星以工程師大衛·畢肖普（David Bishop）命名。

## 轨道参数
小行星70401的轨道半长轴为376 949 723 km，2.5197174 UA，离心率为0.193。